# Montmançon
Montmançon – miejscowość i gmina we Francji, w regionie Burgundia-Franche-Comté, w departamencie Côte-d’Or.
Według danych na rok 1990 gminę zamieszkiwały 164 osoby, a gęstość zaludnienia wynosiła 18 osób/km² (wśród 2044 gmin Burgundii Montmançon plasuje się na 747. miejscu pod względem liczby ludności, natomiast pod względem powierzchni na miejscu 983.).